# Niebiańska plaża
Niebiańska plaża (tytuł oryg. The Beach) – film z roku 2000 oparty na książce o tym samym tytule, której autorem jest Alex Garland. W głównej roli występuje Leonardo DiCaprio. Film opowiada o młodych ludziach, którzy poszukują przygód, podróżując po egzotycznych krajach. Jednym z utworów ścieżki dźwiękowej jest „Pure Shores” zespołu All Saints.

## Obsada
- Leonardo DiCaprio jako Richard
- Tilda Swinton jako Sal
- Virginie Ledoyen jako Françoise
- Guillaume Canet jako Étienne
- Paterson Joseph jako Keaty
- Robert Carlyle jako Daffy
- Peter Youngblood Hills jako Zeph
- Jerry Swindall jako Sammy
- Lars Arentz-Hansen jako Bugs
- Staffan Kihlbom jako Christo
- Magnus Lindgren jako Sten

Pierwotnie rolę Richarda miał zagrać Ewan McGregor.

## Opis fabuły
Richard (DiCaprio), młody Amerykanin podróżujący po Tajlandii dowiaduje się od Szkota Daffy'ego o istnieniu egzotycznej plaży, ukrytej przed cywilizacją, na której szczęśliwie żyje niezależna grupa ludzi. Następnego dnia Daffy zostaje znaleziony martwy.
Będąc w posiadaniu tajemniczej mapy, Richard postanawia odnaleźć ten raj na ziemi wraz z parą poznanych Francuzów – Étienne'em i Françoise. Po długich poszukiwaniach trafiają na wyspę i odnajdują osadę zamieszkaną przez niewielką komunę hedonistów, na której czele stoi Sal. Okazuje się jednak, że nie wszystko jest tam takie piękne i wkrótce wyspa odsłania swoje przerażające oblicze.